# Талпа (Ботошань)
Талпа (рум. Talpa) — село у повіті Ботошані в Румунії. Входить до складу комуни Киндешть.
Село розташоване на відстані 385 км на північ від Бухареста, 36 км на північний захід від Ботошань, 131 км на північний захід від Ясс.

## Населення
За даними перепису населення 2002 року у селі проживали 496 осіб, усі — румуни. Усі жителі села рідною мовою назвали румунську.